# Hassō-no-kamae
Hassō-no-kamae (八相（八双）の構, はっそうのかまえ), couramment simplifié en hassō, et parfois appelé hassō-gamae, est l'une des cinq gardes du kendo, avec jōdan, chūdan, gedan, hassō, et waki. Hasso est une garde offensive, le nom hassō signifiant « toutes les (huit) directions », vu que cette gardes permet de répondre à un danger, peu important la direction d'où il vient. Waki and hassō ne sont généralement pas utilisé en kendo moderne et ne se retrouvent que dans les katas (kata 4).

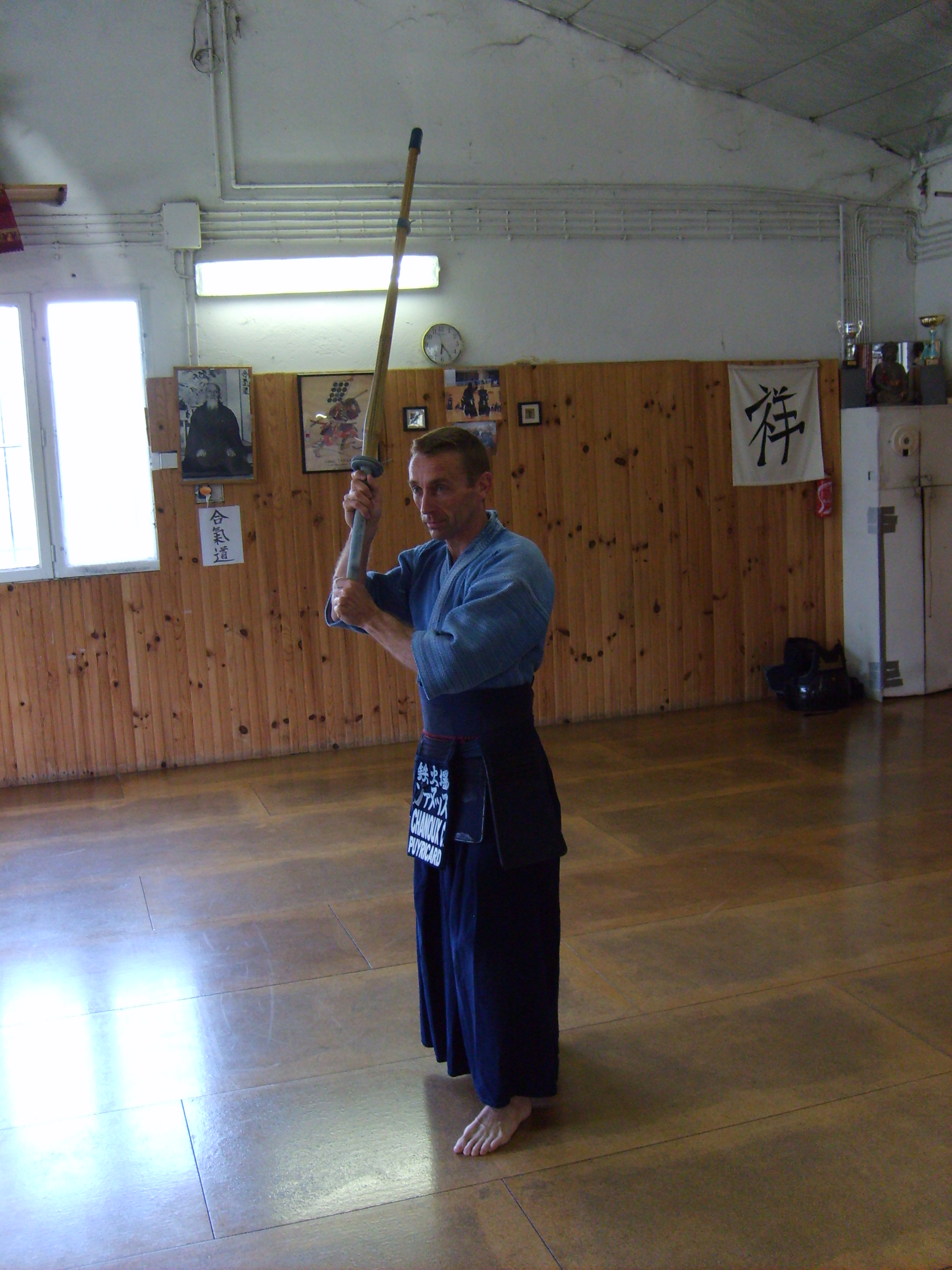
Garde hasso au kendo.

La garde hassō-no-kamae s'effectue en avançant le pied gauche, et en pointant le bokken vers le haut, le poignet droit au niveau de l'œil droit, et la poignée de l'arme (tsuba) au niveau de l'épaule droite. La lame doit très légèrement pointer vers l'arrière. La frappe peut s'effectuer soit au-dessus de la tête, comme en jōdan.
hassō-no-kamae est utilisée par uchidachi dans le quatrième kata du Kendo, faisant face à la garde Waki-no-kamae de shidachi. Cette garde est également utilisée en Naginata.
Hassō est également appelée in-no-kamae (陰の構え, いんのかまえ) ("garde de l'ombre") en Ittō-ryū. Elle est appelée Hassō (八相:はっそう) en Shinkage-ryū et aussi appelée moku-no-kamae (木の構え, もくのかまえ) ("garde de bois"), car cette garde ressemblerait à un arbre.

## Sources
- (en) Cet article est partiellement ou en totalité issu de l’article de Wikipédia en anglais intitulé « Hassō-no-kamae » (voir la liste des auteurs).